# تاريخ الحواسيب الشخصية
بدأ عصر الحاسوب الشخصي عام 1977 مع ظهور الحاسوب الدقيق الذي سمح بظهور حواسيب للعمل الشخصي بعد أن كانت الحواسيب يتشاركها العديد من المستخدمين.

## التسمية
أول من استعمل تسمية «الحاسوب الشخصي» كان جون موشلي في مقالة كتبها في صحيفة نيو يورك تايمز في 3 نوفمبر عام 1962 حيث عرض رؤيته حين قال: «لا يوجب أي سبب يمنع أي فتى أو فتاة من تعلم والسيطرة على الحاسب الشخصي» وكانت [[هيولت
. وفي أكتوبر 1975، وصفت مجلة بايت (مجلة) عددها الأول بأنه في خدمة من يعمل بمجال الحاسوب الشخصي. وفي مايو 1975، عرفت مجلة «الحوسبة الخلاقة» (بالإنجليزية: CREATIVE COMPUTING)‏ الحاسب الشخصي بأنه «الحاسوب الذي لا يتقاسم الوقت مع مستخ٫مين أخرين». وعام 1977، أطلق تسمية الحاسوب الشخصي على جهازي أبل 2 وبيت 2001 بينما وصف جهاز تي أر أس-80 بجهاز حاسوب دقيق للإستعمال المنزلي.

## حواسيب البداية
| العام | الجهاز                                 | الوصف |
| ----- | -------------------------------------- | --- |
| 1950  | سيمون                                  | جهاز حاسوبي طوره إدموند بيركلي في خمسينيات القرن العشرين وكان يباع كقطع متفرقة يبنيها الشاري بنفسه. كان سعره 600 دولار. لم يكن له امكانيات حاسوبية كبيرة لكنه كان مفيد من أجل التعلم                                                                                |
| 1957  | أي بي أم 610                           | طور جون ليتز هذا الجهاز بين عامي 1948 و 1957 وأطلقته شركة أي بي أم عام 1957 بمسمى 61- أوتو بوينت. مع أنه كان بطيئا‘ إلا أن سعره وصل إلى 55 ألف دولار وبيع منه 180 وحدة.                                                                                             |
| 1965  | أوليفيتي بروغراما 101                  | يعتبر أول حاسوب سطحي طرح في الأسواق صممته وصنعته شركة أوليفيتي الإيطالية، بيع منه 44 ألف جهاز على مستوى العالم وكان سعره 3200 دولار. |
| 1965  | مير                                    | طور السوفييت حاسوب مير بين عامي 1965 و 1969 ليكون جهاز حاسوب يعمل في مجالات محددة مثل الهنسة والتطبيقات العلمية ويستخدم لغة برمجة متطورة. ومن ميزاته استعمل قلم ضوئي لتصحيح الإخطاء على الشاشة.                                                                     |
| 1970  | كينباك 1                               | يعتبره متحف تاريخ الحاسوب أو حاسوب شخصي. لم يكن له وحدة معالجة بل استخدم لوحة دارة مدمجة له ذاطرة بسعة 256 بايت وكلمة بحجم 8 بت وأدوات إخال تستخدم المفاتيح وأدوات إخراج تعتمد الأضواء. كان سعرة 750 دولار وصنع منه 4040وحدة فقط.                                   |
| 1970  | داتا بوينت 2200                        | طرفية برمجية لها لوحة مفاتيح وشاشة صنعته شركة سي تي سي. وكان الجهاز سببا لتطوير معالج إنتل 8088. |
| 1973  | ميكرال أن                              | حاسوب فرنسي طور من أجل استعماله في القياسات الزراعية. كان سرعة معالجه 500 كيلوهرتز وسعة ٫اكرته 16 كيلوبايت وسعره 8500 فرنك ما يعادل 1300 دولار. انتقل ملكيته إلى شركة بيل وبقي استعماله محددا بقطاعات خاصة مثل حركات المرور.                                        |
| 1973  | زيروكس ألتو                            | يعتبر ه٫ا الجهاز أول حاسوب استعمل الماوس وفكرة حاسوب مكتبي وواجهة مستخدم رسومية. طور في مختبرات بارك التابعة لشركة زيروكس. |
| 1975  | ألتير 8800                             | كان جهاز يباع بالقطع ويقوم الشاري ببنائه بنفسه. اشتهر الجهاز بسرعة وكان سبب إنشاء شركة مايكروسوفت التي طورت لغة البرمجة بايسك خصيصا للجهاز. كما كان سبب نشؤ صناعة المايكرو حواسيب التي تعتمد وحدة أنتيل 8088 للمعالجة. كما ساهم بنشؤ سوق الحواسيب المنزلية.         |
| 1977  | نوث ستار هورايزن كروميكو-2 هيثكيت أتش8 | ثلاث أنظمة ظهرت عام 1977. |
| 1981  | ]]طرفية زيروكس ستار]]                  | أول جهاز حاسوب شخصي أدخل استعمال نظام النوافذ والإيقونات والملفات واستخدم الفأرة وشبكة الإثيرنت وخوادم الملفات والطباعة ونظام البريد الإلكتروني وال٫ين أصبحوا من أسس الحواسب المعاصرة.اقتصر استخدامه في مكاتب زيروكس إلا أنه كان إلهام تصميم أبل ليزا وأبل ماكنتوش. |

## الثالوث
كان هناك العديد من المحاولات لإنتاج أجهزة حوسبة بائت بالفشل حتى غام 1977 عندما استطاعت 3 شركات جني أرباح طائلة من خلال بيع الملايين من أجهزة الحاسوب. عرفت مجلة بايت هذه السنة بعصر «الثالوث الكبار». وهذه الأجهزة هي:

### كومودور بيت

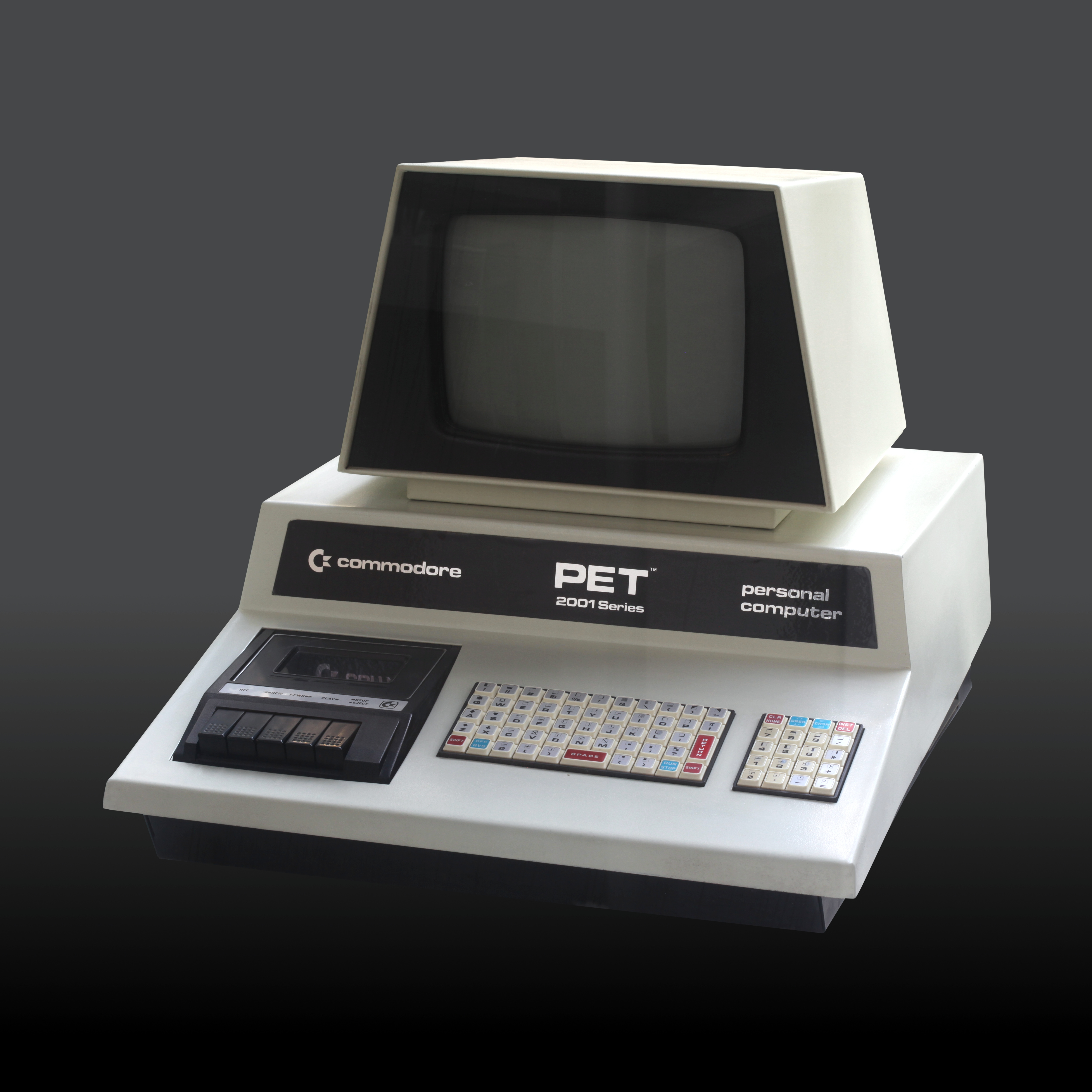
جهاز كومودر بيت 2001

عام 1977، طرح تشك بدل كمببوتر سماه «بتي» (بالإنجليزية: {{{1}}})‏ يعمل معالج موس 6502 من تصميمه. أطلقت عيه مجلة بايت «أول حاسب شخصي». وكان يتكون من لوحة مفاتيح كاملة مع شاشة بحجم 40×25 حرف ومحرك أشرطة كلها مدمجة في قالب واحد. بيع منه مليون وحدة.

### أبل 2

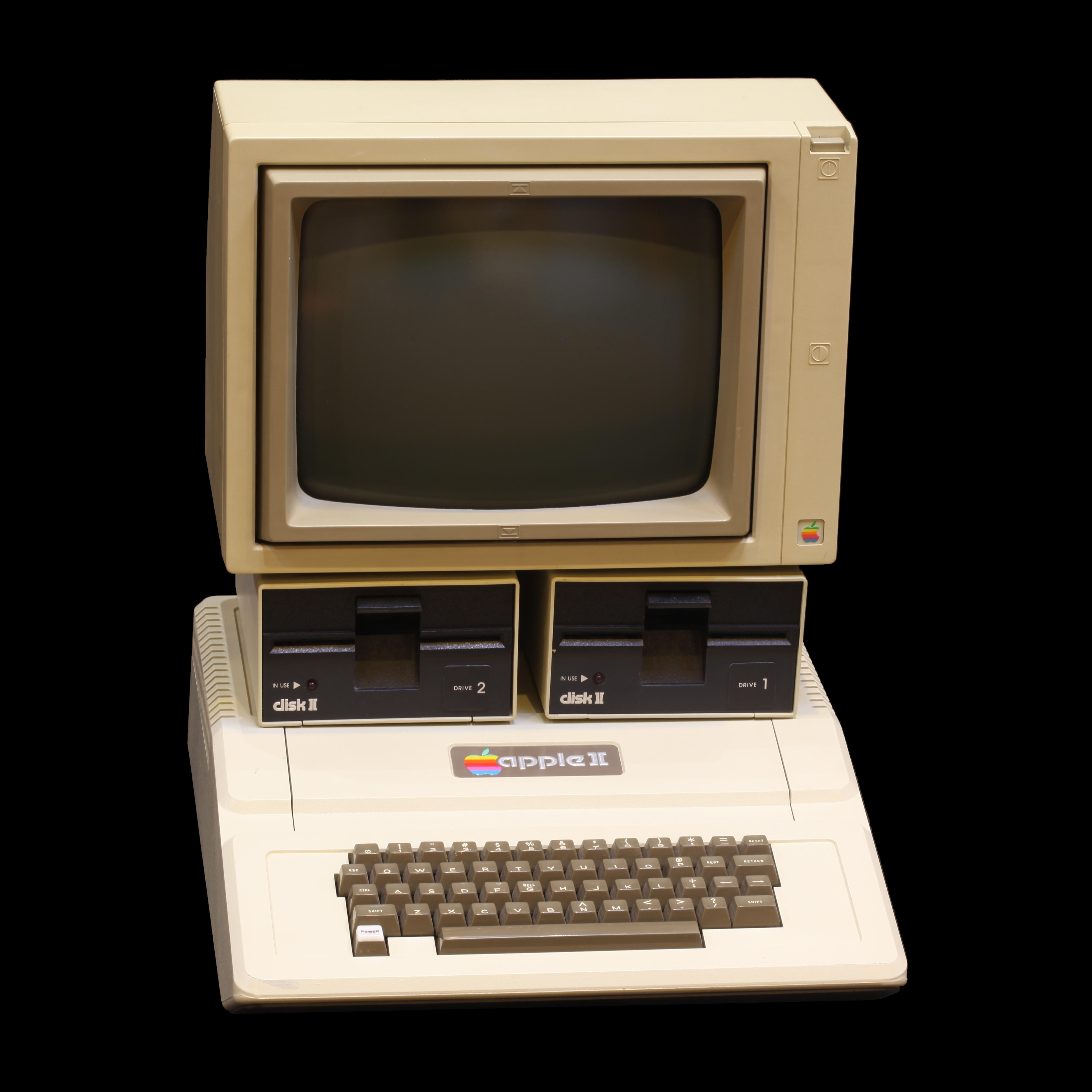
جهاز أبل 2

صمم ستيف وزنياك حاسوب أطلق عليه اسم أبل وباع 100 وحدة منه لمخزن بايت وكان يتألف من لوحة مدمجة وسعره 500 دولار. عندها أسس شركة أبل وطرح جهاز كمبيوتر أطلق عليه اسم أبل 2، وكان متكاملا إ٫ احتوى على لوحة مفاتيح كاملة وشاشة عرض ومرافق توسعة داخلية ويعمل بلغة بايسك ثم أضيف «أبل دوس» لتشغيل محركات الأقراص. وبحلول عام 1993، بيع 4 ملايين وحدة.

### تي أر أس 80

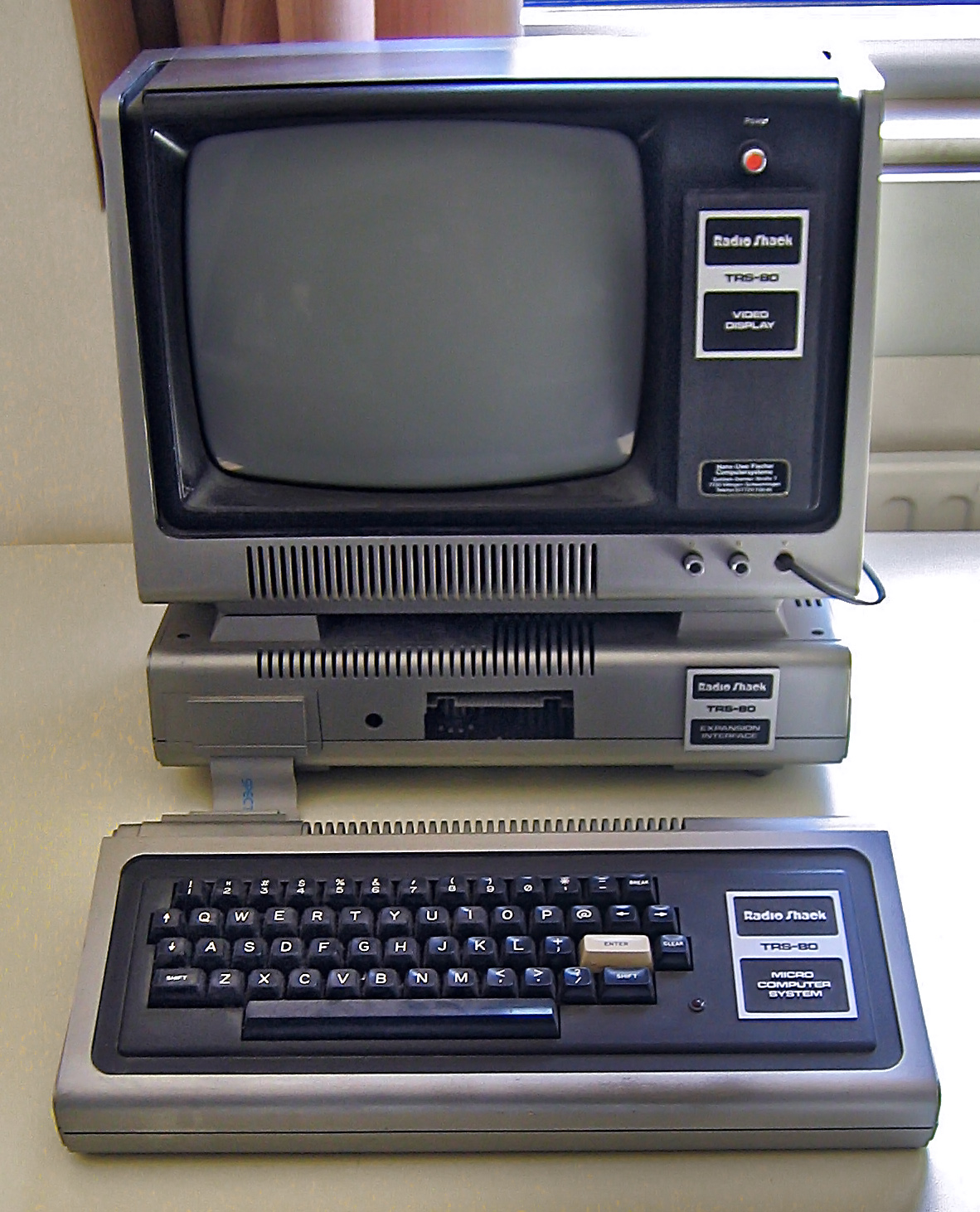
جهاز تس أس أر 80

طرحت شركة تاندي راديو شاك جهاز تي أر أس-80 كثلاث أجزاء منفصلة: لوحة مفاتيح مع دارة متكاملة كقطعة واحدة، شاشة كقطعة ثانية ومورد الطاقة كقطعة ثالثة. استعمل معالج زد80 بسرعة 8 ميغاهرتز و٫اكرة 48 كيلوبايت. واشتمل على مرافق لإضافة 4 محركات أقراس ووصلات لشاشة وطابعة. وكان من أهم أسباب نجاخ مبيعاته إقامة شركة راديو شاك العديد من مخازن التوزيع.

## الحواسيب المنزلية

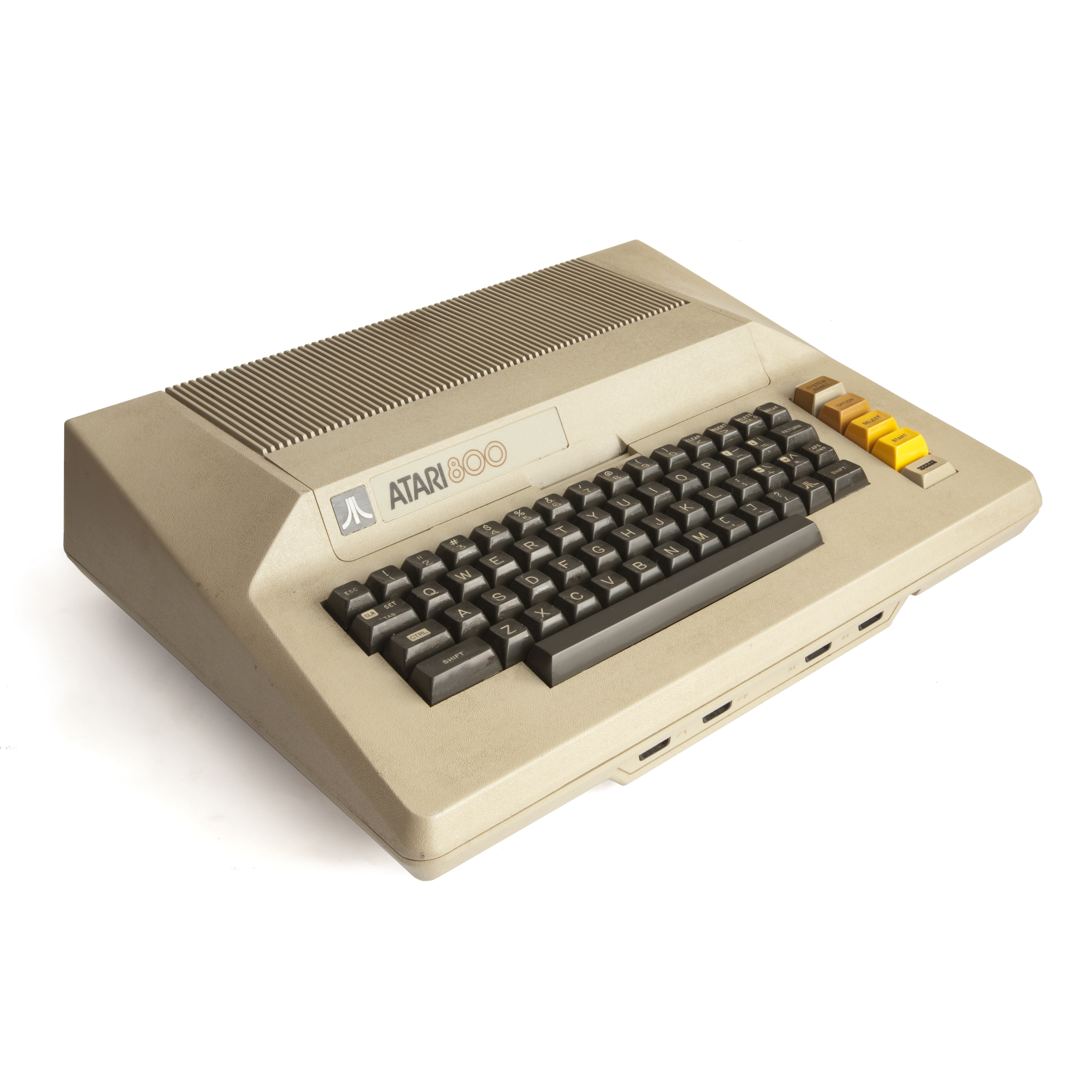
جهاز أتاري 800

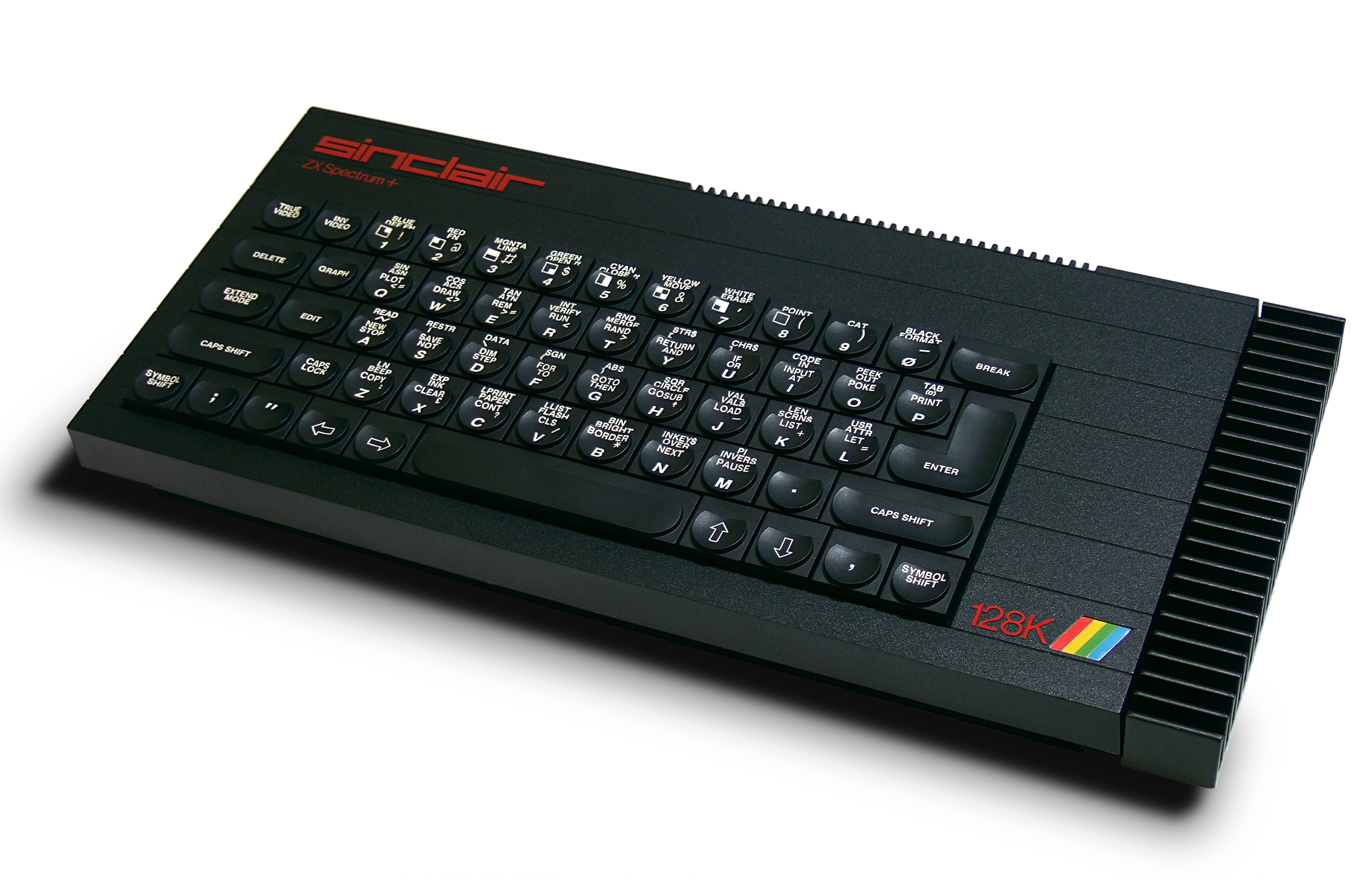
جهاز زد إكس سبيكتروم

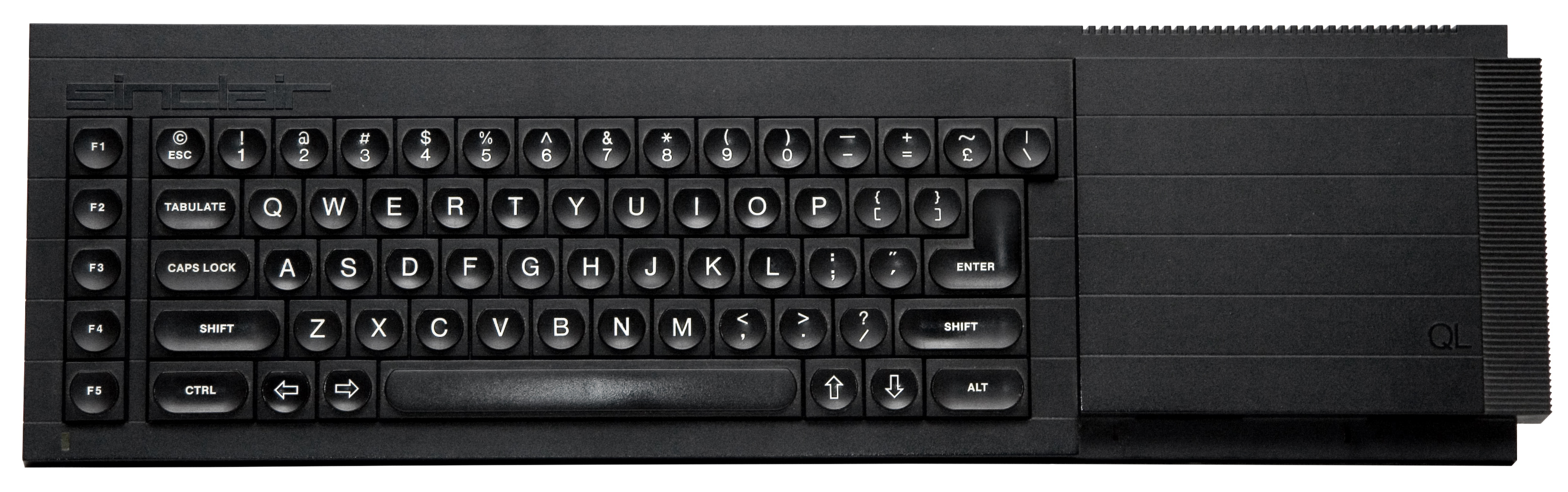
جهاز سنكلير كيو إل

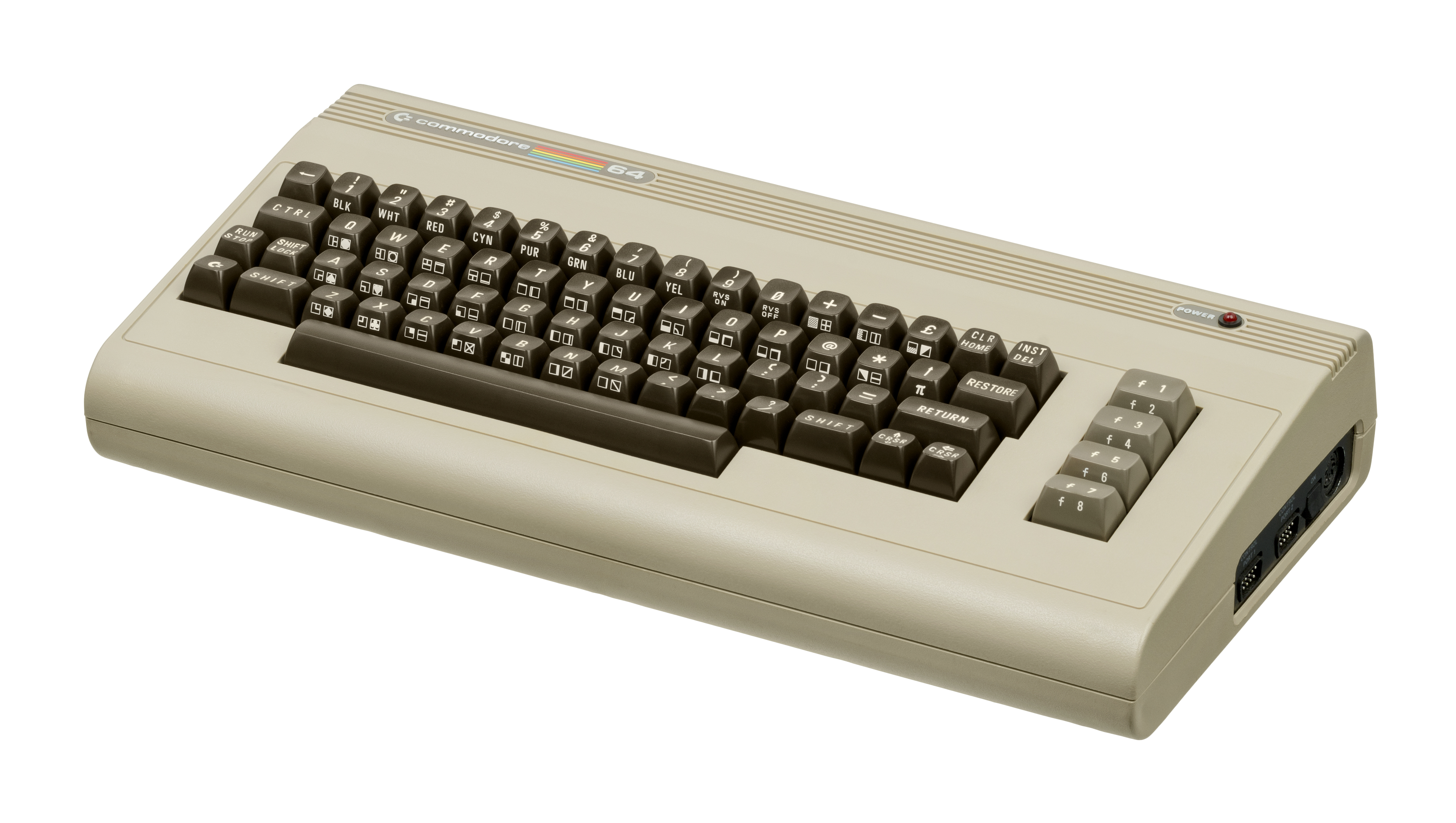
جهاز كومودور 64

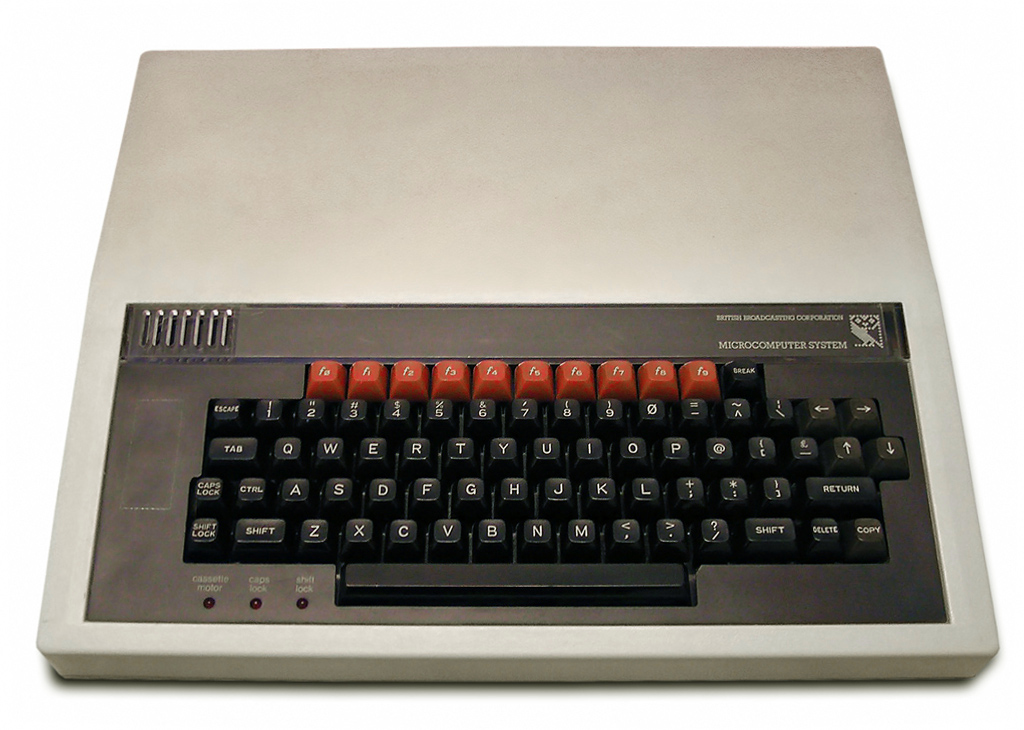
جهاز بي بي سي مايكرو

### الفترة اللاحقة
| عام  | الجهاز        | التفصيل |
| ---- | ------------- | --- |
| 1990 | نكست          | محاولة من ستيف جوب لتطوير وتصنيع جهاز متقدم بسعر زهيد. بائت بالفشل. |
| 1992 | ثنك باد       | جهاز من أي بي أم لاقى نجاح كبير. صنعت ثلال مستويات لتلائم مختلف احياجات السوق. |
| 1993 | ديل           | دخول أي بي أم على سوق الحواسيب الشخصية قضى على الشركات المخضرمة مثل أتاري وكومودور. استغلت شركة ديل ه٫ا الفراغ وسوقت أجهزة تباع عبر الإنترنت والتي لاقت نجاحا.                                                   |
| 1994 | باور ماكنتوش  | اتفقت أبل وشركة موتورولا على انتاج حواسيب متقدمة تعتمد علة معالج باور بي سي. لاقت إقبالا كبيرا عند المصممين والمهندسين إلا أنها لم تستطع اختراق السوق بشكل كبير.                                                 |
| 1994 | ريسك بي سي    | أطلقت شركة أكورن أجهزتها التي لاقت بعض النجاح. |
| 1995 | بي بوكس       | أنتجت شركة بي إنك حواسيب بيبوكس التي منيت بفشل ذريع. |
| 2000 | تطورات متعددة | شهدت بدايات القرن العشرين تطورات كبيرة أثرت على صناعة الحواسيب منها: أقراص مدمجة قابلة للكتابة عليها، نظام أم بي 3 الصوتي، المشاركة بين الأقران، مرافق يو أس بي، محركات الديفيدي وأنظمة الوايفاي ومعالجات 64 بت. |
| 2002 | هيولت باكارد  | امتلكت شركة هيولت باطارد شركات كومباك وديدجيتال وتانديم مما جعلها أكبر مصنع للحواسيب لفترة طويلة إلى أن تفوقت عليها شركة ديل.                                                                                    |
| 2003 | بت 64         | أنتجت شركة أي أم دي أول معالج 64 بت بسعر رخيص مما جعل خفض سعره وانتقل استعماله من الحواسيب الضخمة إلى الحواسيب الشخصية.                                                                                          |
| 2004 | لينوفو        | اشترت شركة لينوفو الصينية خط انتاج أجهزة ثنك باد من شركة أي بي أم بثمن بليون دولار مع إعطاء أي بي أم 19٪ من عوائد مبيعات الحاسوب.                                                                                |

## صور

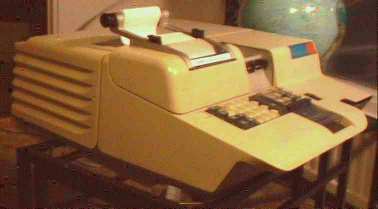
بروغراما 101
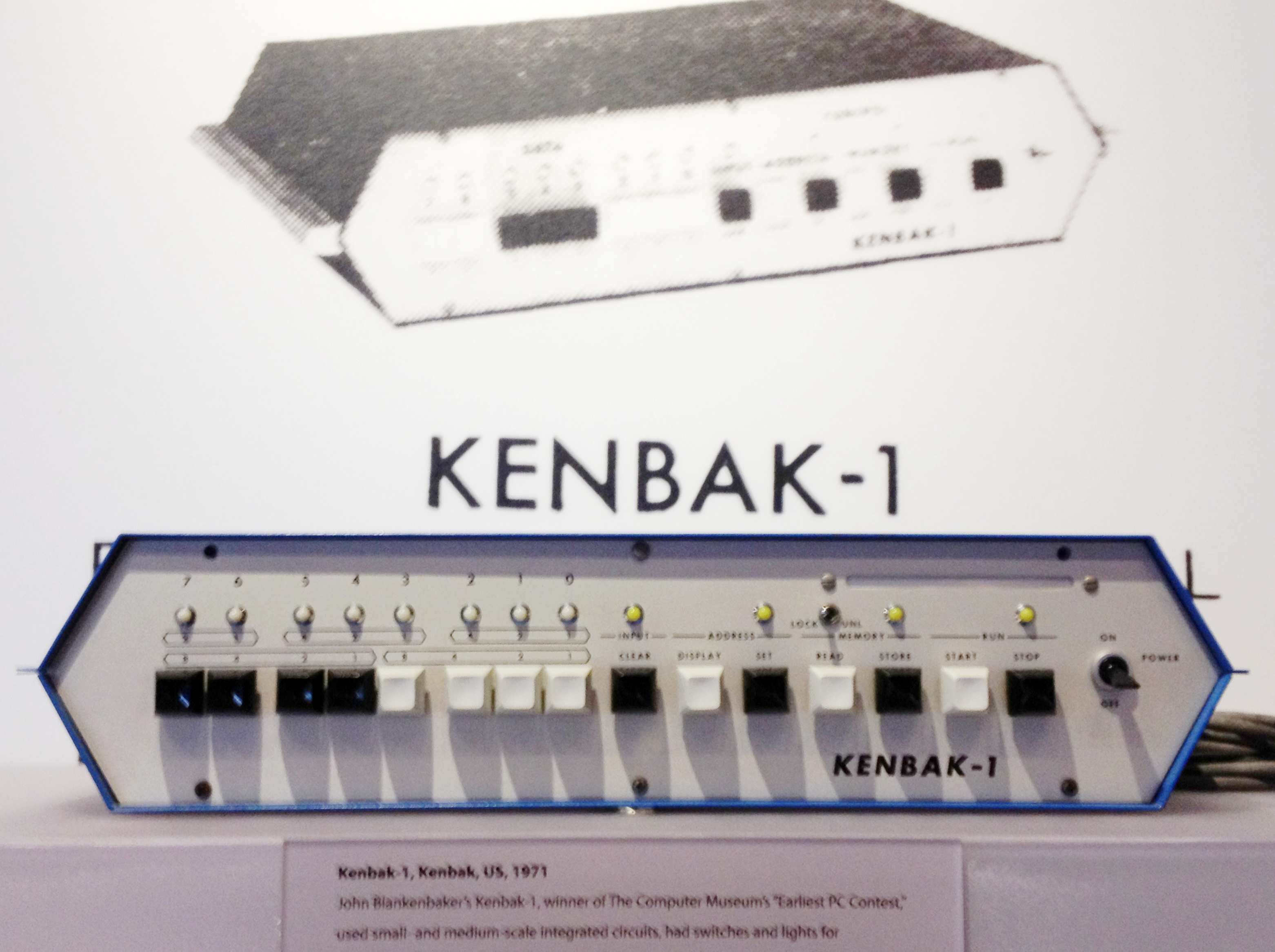
جهاز كينباك 1
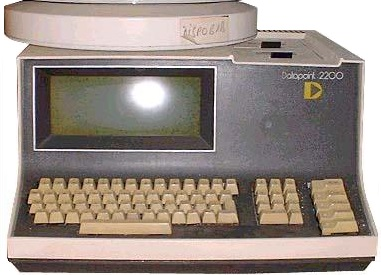
جهاز داتابوينت 2200
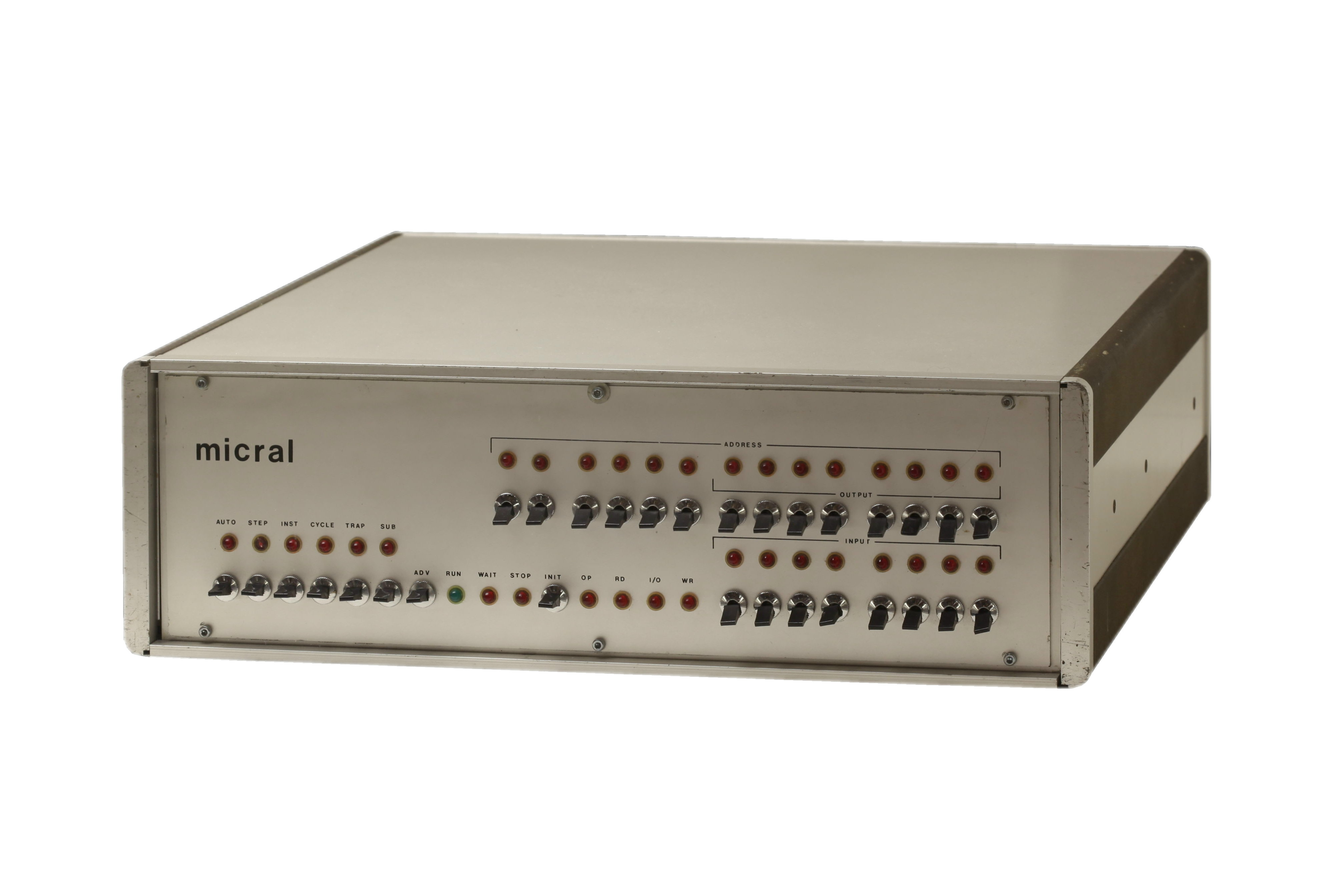
جهاز ميكرا أن
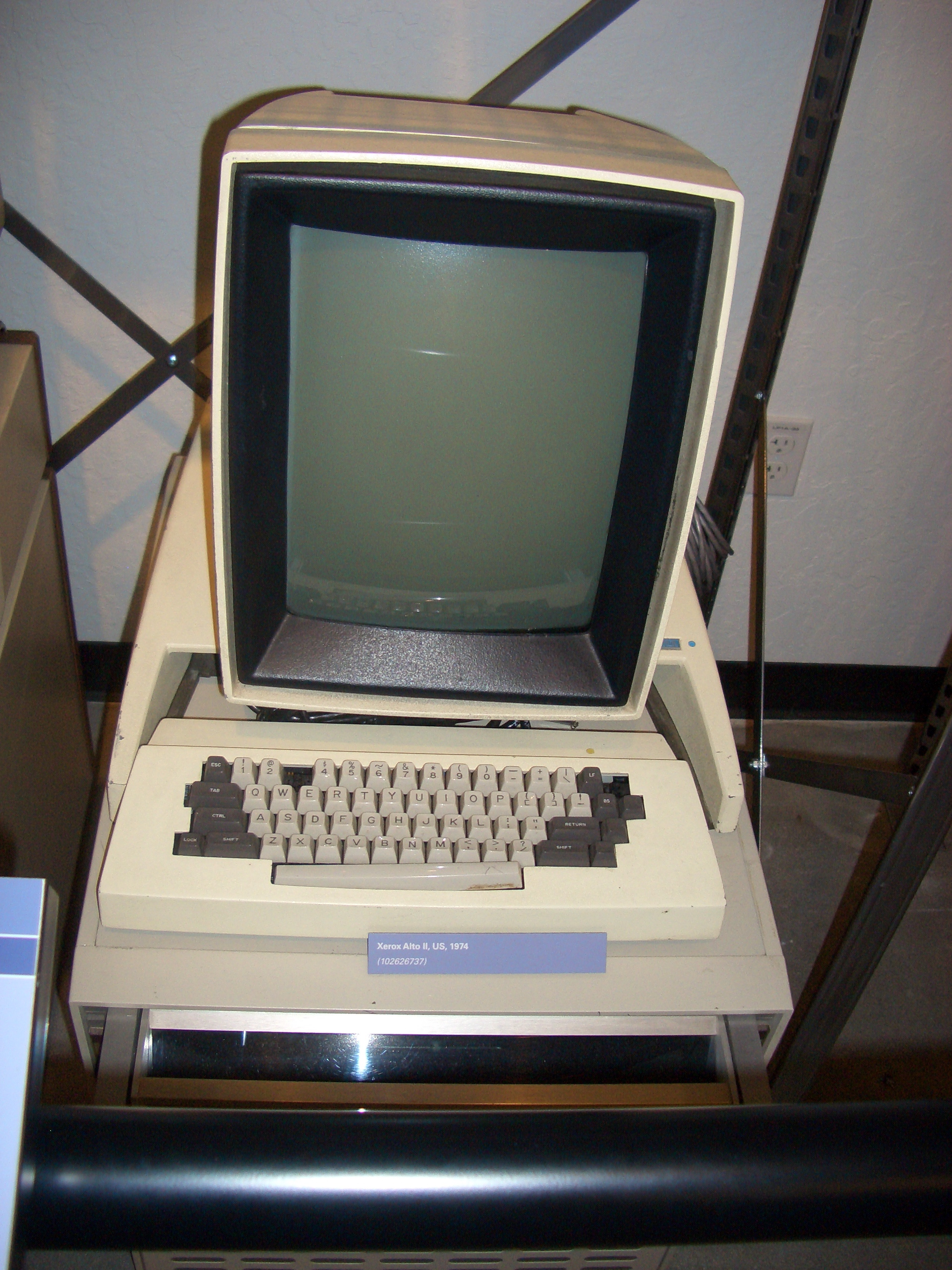
جهاز زيرزكس ألتو
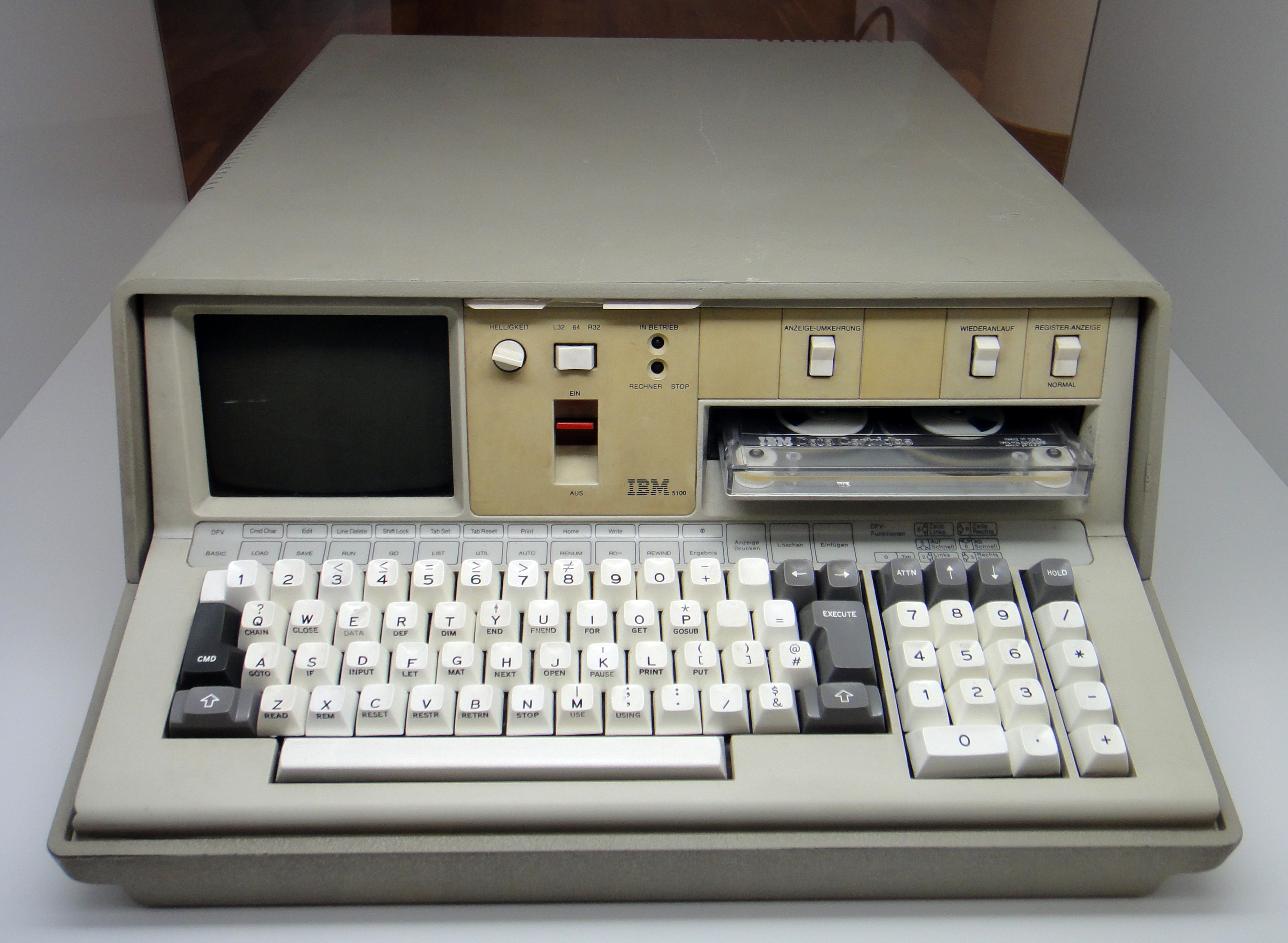
جهاز أي بي أم 5100
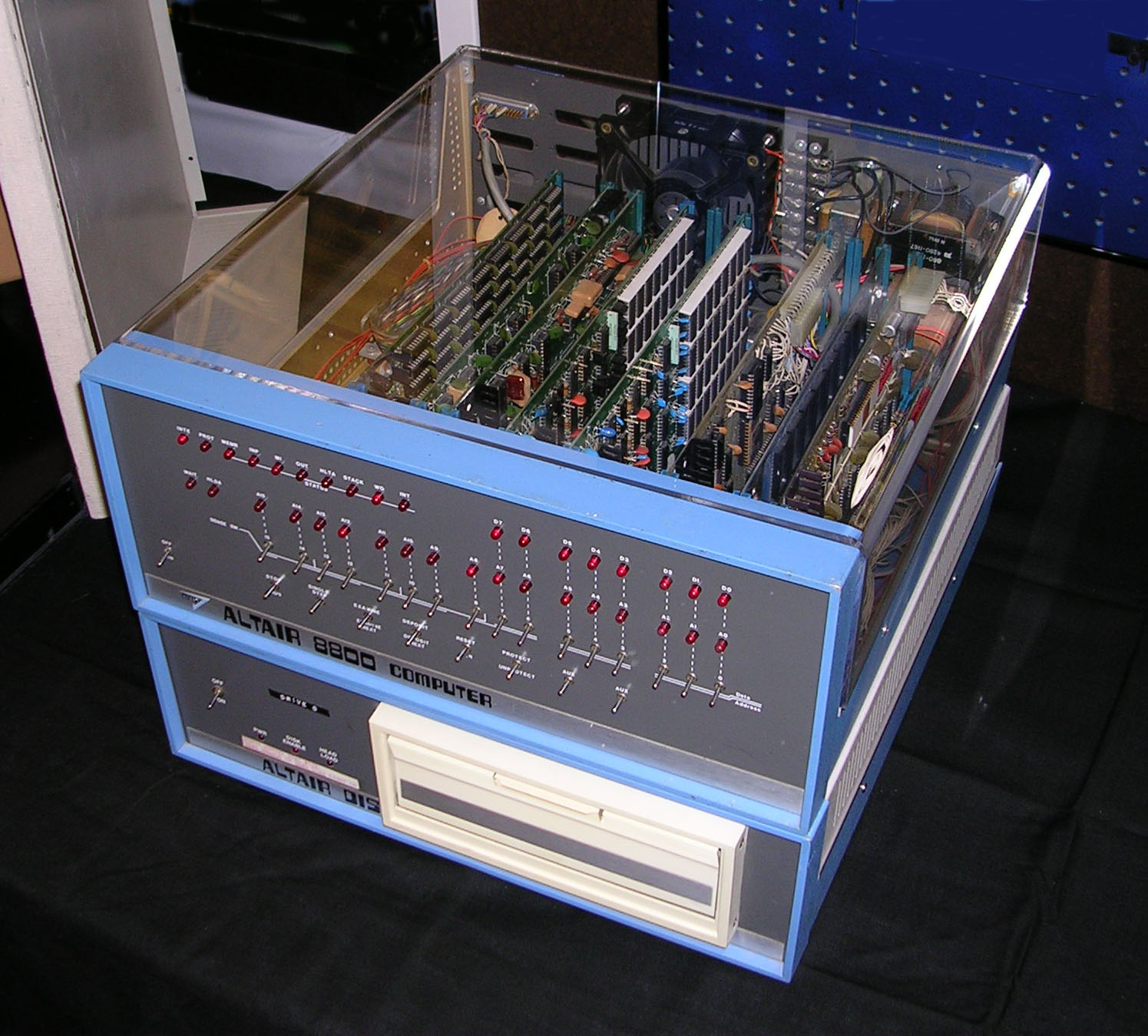
جهاز ألتير 8800
إكسيدي سورسيرور
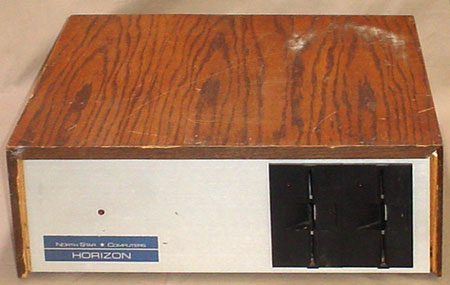
جهاز نورث ستار هورايزن
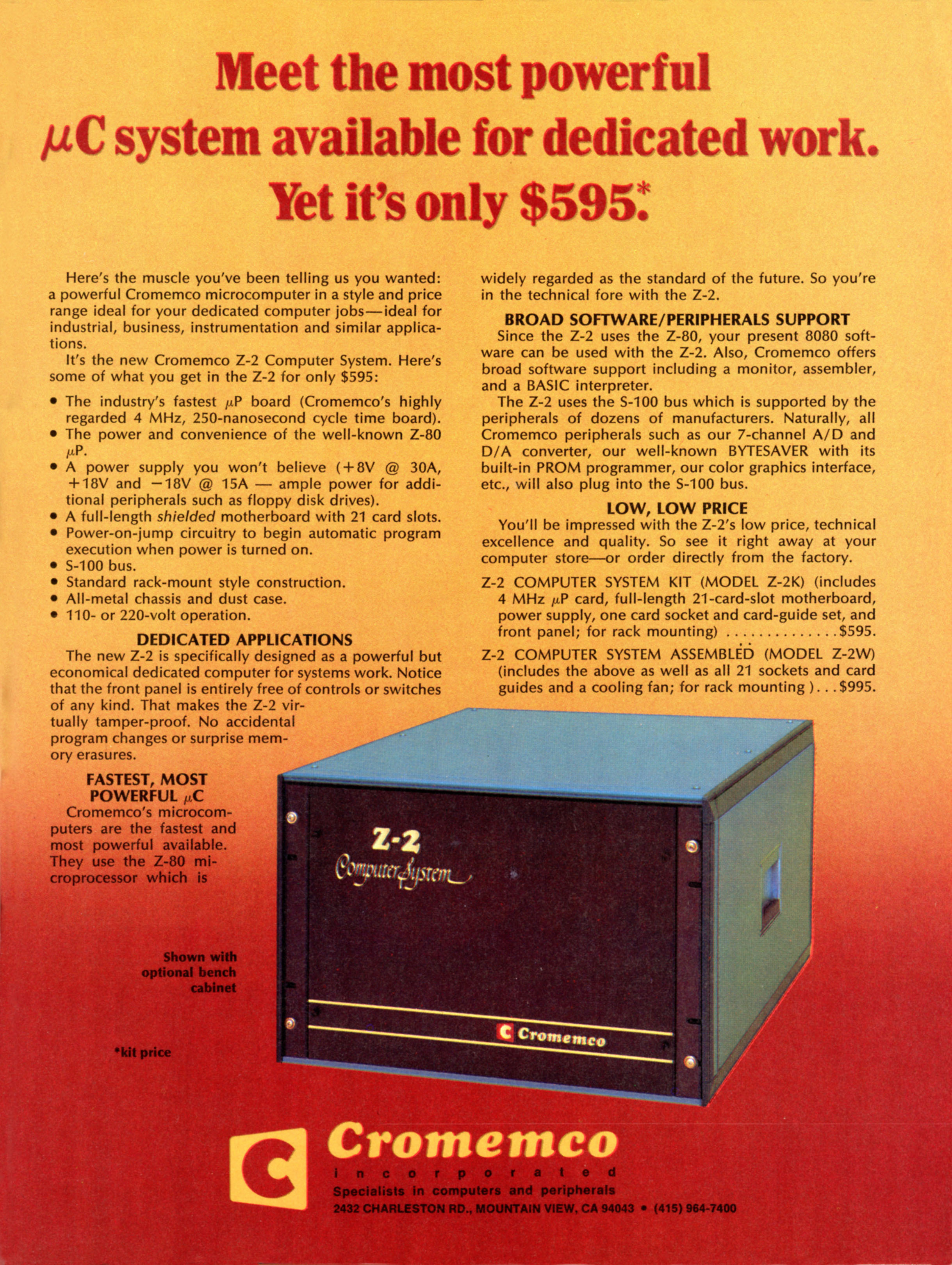
جهاز كروميكو زد 2
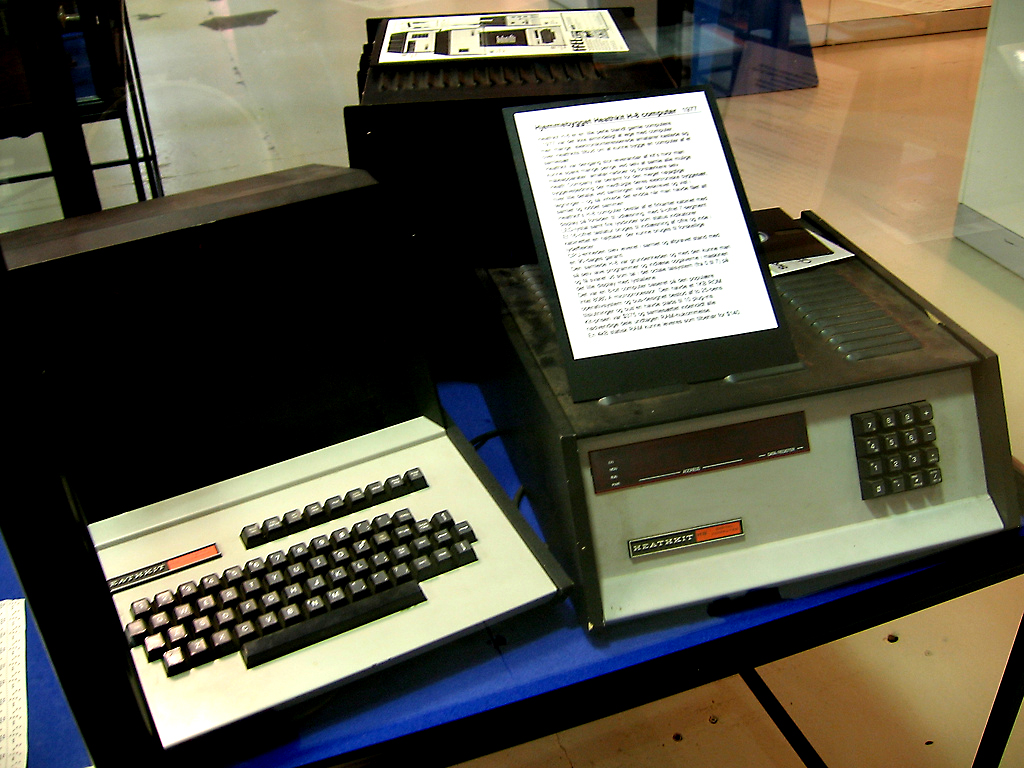
جهاز هيث كيت أتش 8
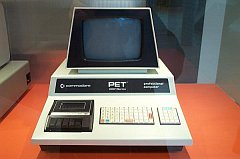
جهاز بيت
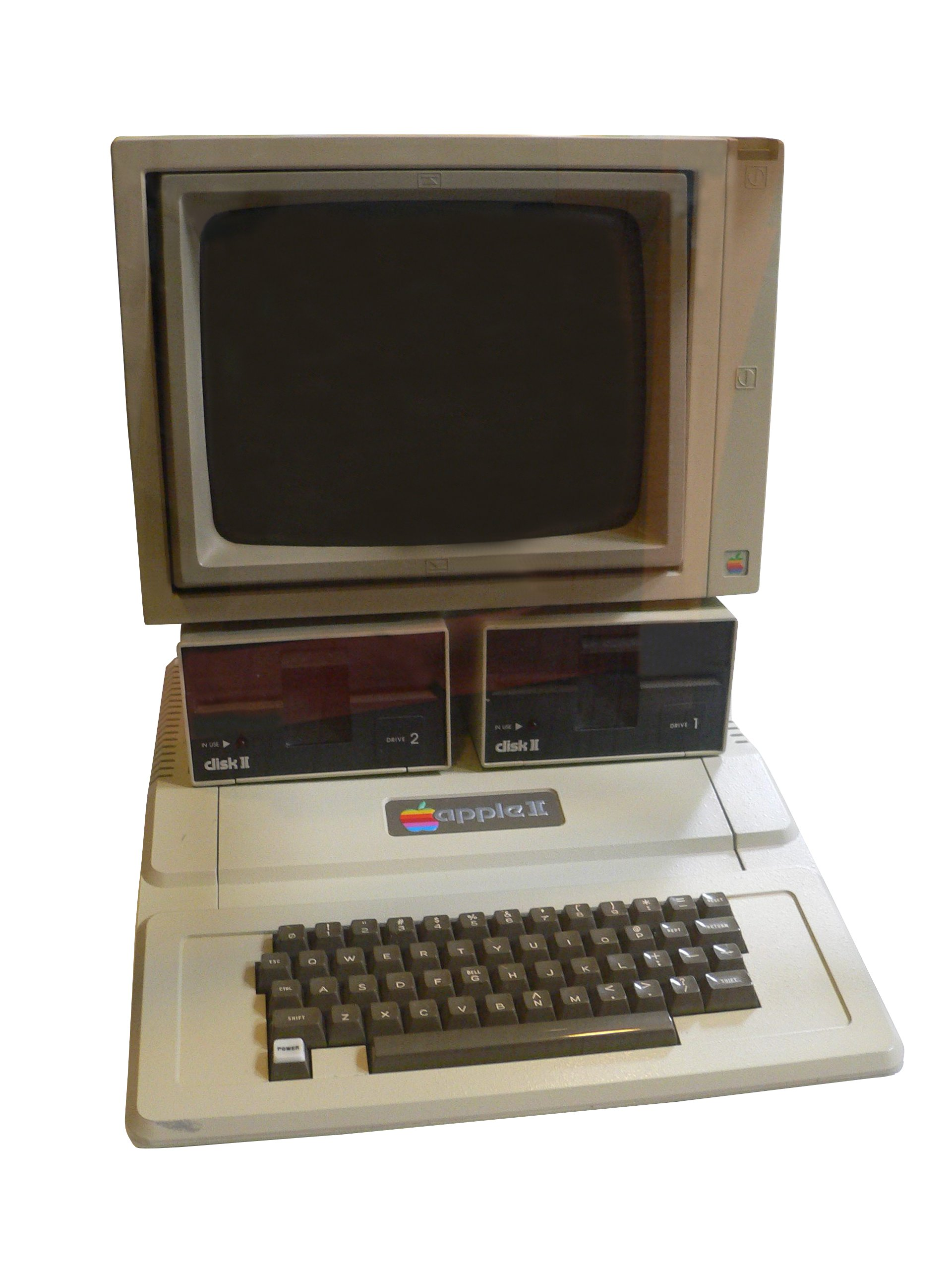
جهاز أبل 2
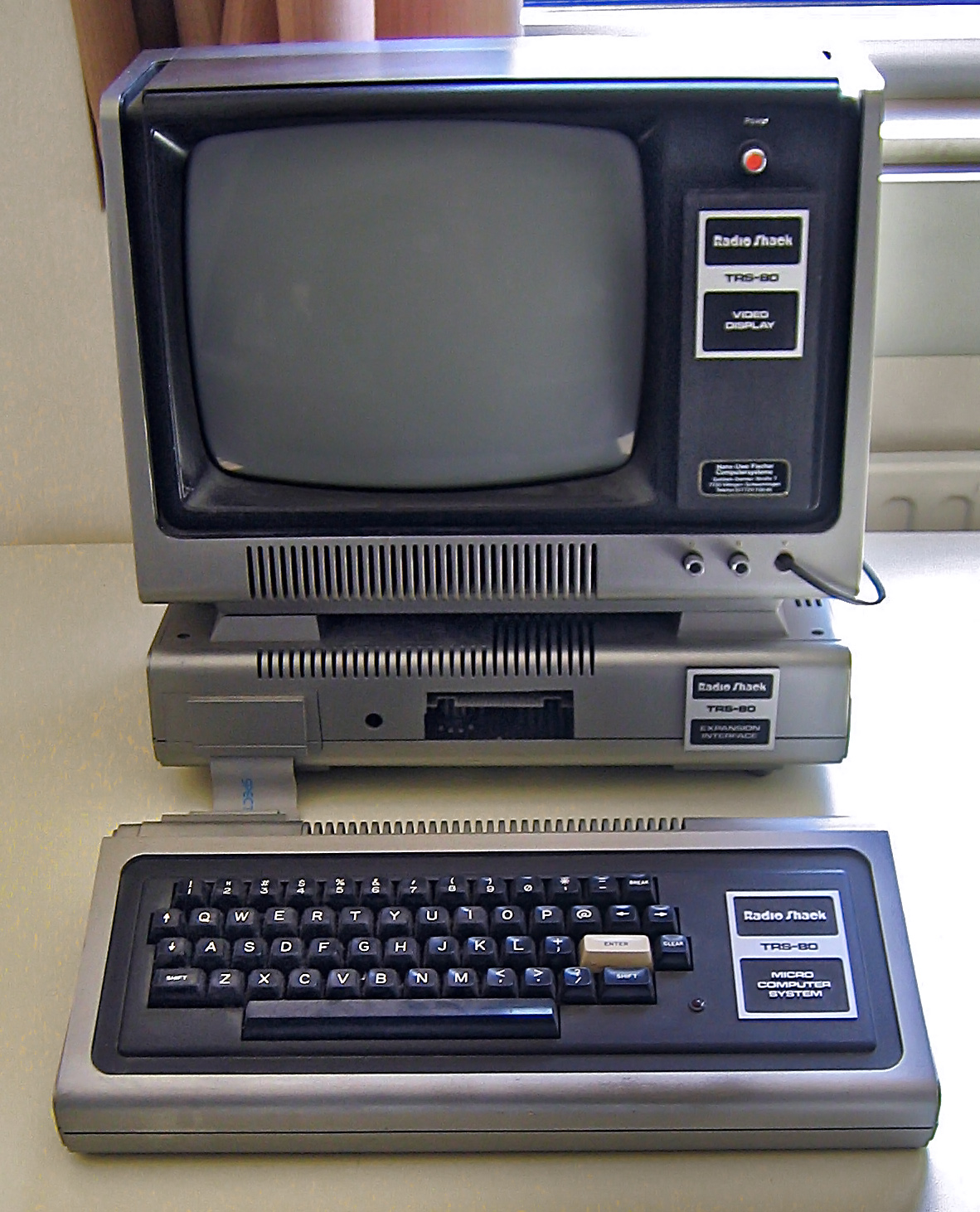
جهاز تي أر أس 80